# Telve
Telve é uma comuna italiana da região do Trentino-Alto Ádige, província de Trento, com cerca de 1.886 habitantes. Estende-se por uma área de 64 km², tendo uma densidade populacional de 29 hab/km². Faz divisa com Baselga di Piné, Borgo Valsugana, Carzano, Castello-Molina di Fiemme, Castelnuovo, Palù del Fersina, Pieve Tesino, Scurelle, Telve di Sopra e Valfloriana.